# Malé Březno nad Labem
Malé Březno (deutsch Klein Priesen) ist eine Gemeinde am rechten Elbufer zwischen Ústí nad Labem und Děčín. Sie liegt an der Mündung des von Auscha kommenden Kreuzbaches (Luční potok) in die Elbe. Die Gemeinde gehört zum Okres Ústí nad Labem im Ústecký kraj und hat 523 Einwohner.
Der Ort liegt an der Museumsbahn Velké Březno – Zubrnice.

## Geschichte
Das vermutlich um 900 gegründete Dorf in der Form eines slawischen Rundlings wurde im Dreißigjährigen Krieg stark zerstört. Der Ort blieb auch weiterhin ein Bauerndorf. Erst mit dem Bau der Österreichischen Nordwestbahn im Jahr 1874 und der abzweigenden Lokalbahn Großpriesen-Wernstadt-Auscha im Jahr 1890 vergrößerte sich der Ort erheblich und die Einwohnerzahl verdoppelte sich. 
Kleinpriesen war während der Zeit der Habsburgermonarchie Teil des Gerichtsbezirks Aussig bzw. des Bezirks Aussig. Vor dem Zweiten Weltkrieg lebten hier 782 Einwohner.
Anfang 2014 wurde bekannt, dass das devastierte Dorf Vitín, das im Gemeindegebiet Malé Březno liegt, vom tschechischen Staat für 405.000 Tschechische Kronen verkauft werden soll.

## Gemeindegliederung
Die Gemeinde Malé Březno besteht aus den Ortsteilen Leština (Leschtine) und Malé Březno (Kleinpriesen). Grundsiedlungseinheiten sind Leština, Malé Březno und Vitín (Wittine).
Das Gemeindegebiet gliedert sich in die Katastralbezirke Leština u Malého Března, Malé Březno nad Labem und Vitín u Malého Března.

## Persönlichkeiten
- Egon Schmidt (1927–1983), DDR-Kinderbuchautor, geboren in Kleinpriesen